# Zouafques
Zouafques là một xã ở tỉnh Pas-de-Calais, vùng Hauts-de-France của Pháp.
Zouafques có cự ly 11 dặm Anh (18 km) về phía tây bắc Saint-Omer.

## Dân số
| 1962                                                         | 1968 | 1975 | 1982 | 1990 | 1999 | 2006 |
| ------------------------------------------------------------ | ---- | ---- | ---- | ---- | ---- | ---- |
| 348                                                          | 364  | 357  | 351  | 363  | 415  | 514  |
| Số liệu điều tra dân số từ năm 1962: Dân số không tính trùng |      |      |      |      |      |      |

## Địa điểm nổi bật
- Nhà thờ St.Martin, thế kỷ 19.